# Spezie

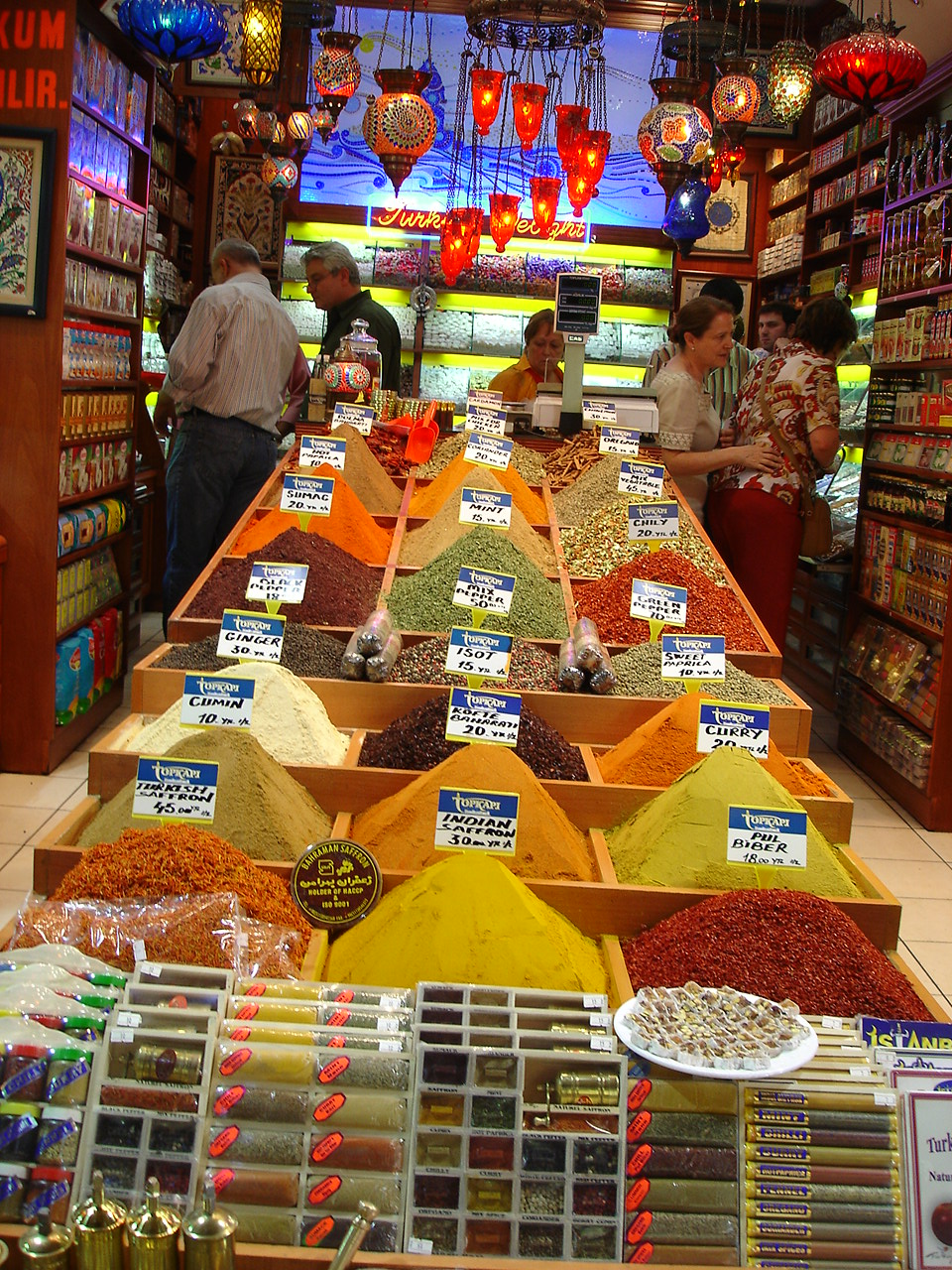
Bazar di spezie a Istanbul

Col termine spezie si indicano genericamente alcune sostanze di origine vegetale che vengono usate per aromatizzare e insaporire cibi e bevande, e, specialmente in passato, usate anche in medicina e in farmacia. La parola è "spezie" anche al singolare (derivando dal latino "species", come anche la parola "specie"), ma nell'uso familiare è diffusa anche la forma "spezia".
Molte di queste sostanze hanno anche altri usi, ad esempio per la preservazione del cibo, in rituali religiosi, cosmesi o profumeria. 
Ad esempio, la curcuma è usata anche nell'ayurveda; la liquirizia ha proprietà officinali; la vaniglia è usata anche come sostanza odorante.

## Storia

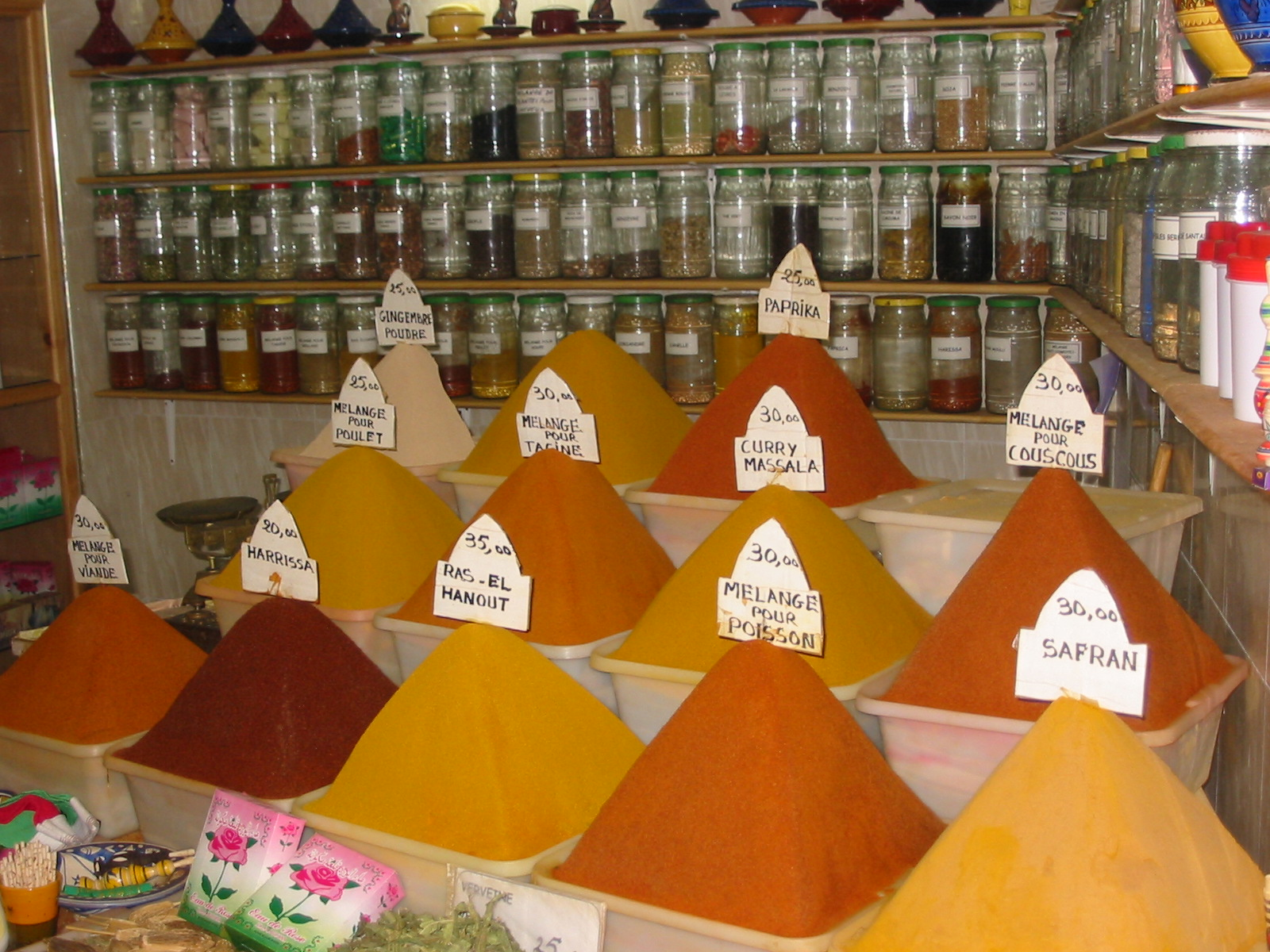
Negozio di spezie in Marocco

Le spezie hanno avuto un ruolo importante nella storia sin dalla loro scoperta.
In epoca antica l'uso delle spezie era ampiamente diffuso tra gli Egizi, già intorno al 2600 a.C. venivano forniti agli operai impiegati nella costruzione della piramide di Cheope dei cibi speziati, lo scopo era quello di mantenere le maestranze in forze, si pensava infatti che l'aggiunta di spezie proteggesse dalle epidemie. Nel papiro Ebers (redatto intorno al XVI secolo a.C.) sono descritti numerosi rimedi a base di erbe aromatiche e spezie e fra i ritrovamenti archeologici vi sono tracce di anice, fieno greco, cardamomo, cassia, cumino, aneto e zafferano. Già in quest'epoca la gran parte delle spezie proveniva dall'India.
Nel mondo antico e medievale erano tra i prodotti di maggior valore, che da soli giustificavano l'apertura di nuove rotte commerciali.
Ad esempio, nella Genesi (Antico Testamento), Giuseppe viene venduto in schiavitù dai suoi fratelli a mercanti di spezie. Nel poema biblico Cantico dei cantici, il narratore compara la sua amata con diverse spezie. Questo è indicativo della grande importanza assunta da questi prodotti sin dai tempi più antichi.
Nel Medioevo le repubbliche marinare di Amalfi, Venezia, Gaeta, Pisa, Ancona e Ragusa svolsero un ruolo di primo piano nel commercio delle spezie, dall'Oriente all'Europa.
Dopo la caduta di Costantinopoli nelle mani dei turchi (1453) e la conseguente interruzione della via commerciale che collegava l'Europa con l'Oriente passando per le città marinare italiane, per procurarsi le spezie gli europei si misero alla ricerca di vie alternative. Fu questo il motivo principale per cui il navigatore portoghese Vasco da Gama aprì la rotta per l'India, e fu anche uno dei motivi che spinsero Cristoforo Colombo a cercare una rotta rapida e sicura per le Indie. Colombo cercò finanziatori attratti dalla possibilità di avere nuove spezie da commerciare.

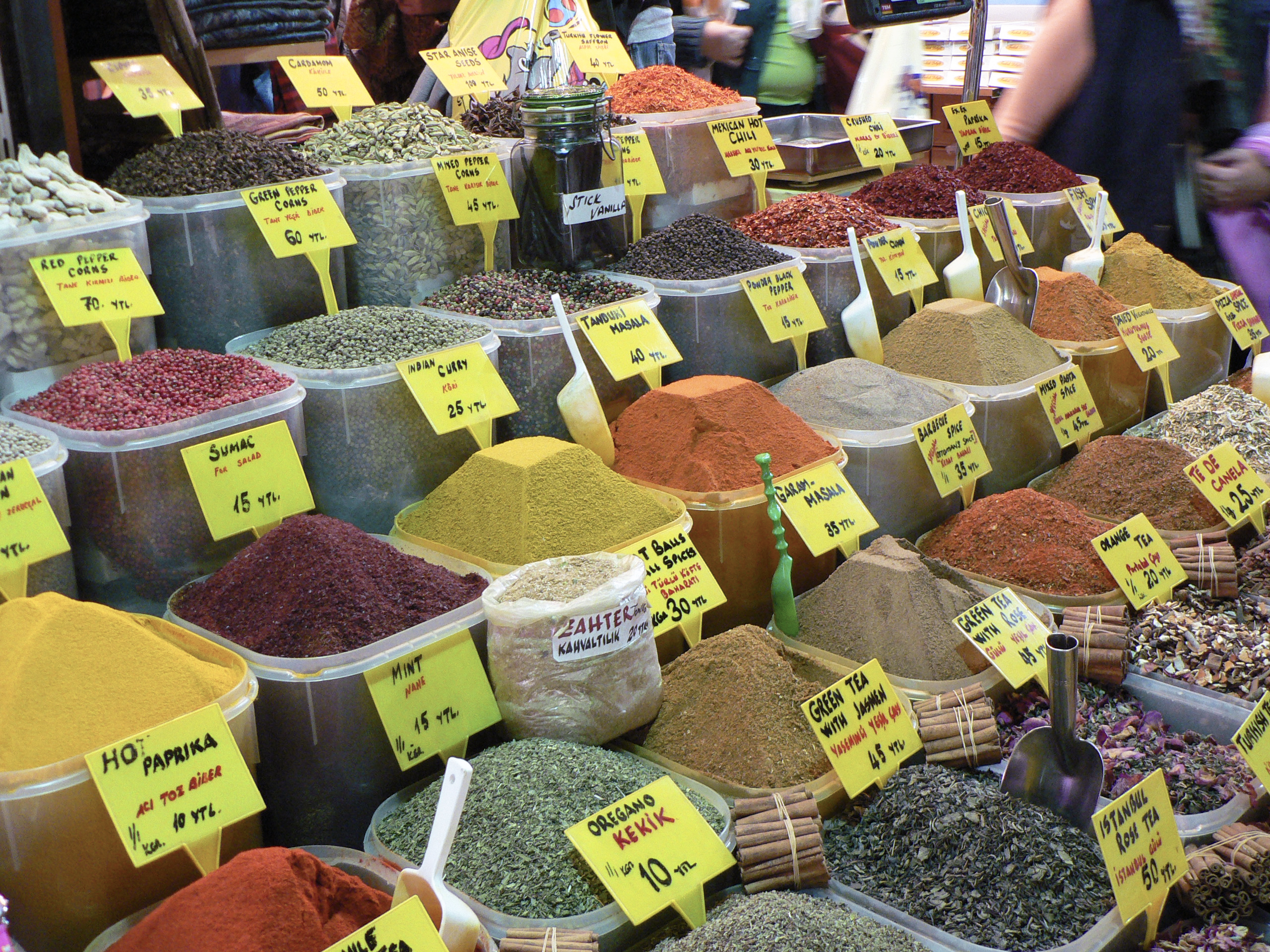
Bazar di spezie a Istanbul

## Prezzo
Il prezzo delle spezie varia considerevolmente a seconda della disponibilità della materia prima e delle modalità di raccolta. La spezie più costosa in assoluto è generalmente considerata lo zafferano, che, in virtù delle difficoltose modalità di raccolta, può arrivare a costare tra 15 000 e 30 000 Euro al chilo. Altre spezie considerate come costose sono la vaniglia, il cardamomo e la cannella. Il pepe è stato storicamente una spezie costosa, ma la diffusione della sua coltivazione tra Asia e America ne ha determinato un ridimensionamento del prezzo.

## Spezie in polvere
Spesso le spezie vengono macinate e commercializzate in polvere. Tuttavia in questo caso esse possono essere diluite con altre piante simili ma senza sapore, per diminuirne il prezzo: è il caso dell'origano al quale in Turchia viene aggiunto il sommacco e in Francia viene ulteriormente diluito con foglie giovani di ulivo. Talvolta le spezie in polvere possono contenere impurità di vario tipo, come frammenti di metallo della mola usata per macinarle, che con l'uso si può rompere; animaletti vari che rimangono intrappolati nelle spezie; escrementi degli animaletti e dei topi; muffe dovute all'umidità; coloranti velenosi, come il rosso Sudan nel peperoncino dell'India e nella curcuma dell'India. Nel caso del pepe, esso può contenere pepe esausto insapore e scarto dell'estrazione dell'essenza.

## Elenco di spezie

### Utilizzate prevalentemente essiccate
- Alpinia officinarum e Alpinia galanga
- Aneto
- Anice stellato
- Anice verde
- Annatto
- Cannella o cinnamomo
- Cardamomo (cardamomo nero, cardamomo verde)
- Cartamo o zafferanone
- Carum ajowan o Radhuni
- Carvi o cumino dei prati
- Chiodi di garofano
- Coriandolo
- Cubebe
- Cumino nero
- Cumino romano
- Curcuma
- Fieno greco o trigonella
- Ginepro
- Liquirizia
- Limetta essiccata
- Macis
- Nigella anche detta erroneamente cumino nero
- Noce moscata
- Paprica
- Pepe (secondo la lavorazione pepe nero, pepe bianco, pepe verde)
- Pepe lungo
- Pepe rosa
- Pepe di Sichuan o fiore di pepe
- Peperoncino
- Pimento o pepe garofanato
- Semi di finocchio
- Semi di papavero
- Senape (senape nera, senape bianca, senape bruna, senape selvatica)
- Sesamo (sesamo bianco, sesamo nero)
- Sommacco
- Tamarindo
- Vaniglia
- Zafferano
- Zenzero

### Utilizzate prevalentemente fresche
- Acetosa
- Aglio
- Alloro
- Aneto
- Basilico
- Calamo aromatico
- Calendula
- Cappero
- Cerfoglio
- Cipolla
- Dragoncello o estragone
- Erba cipollina
- Finocchio
- Ginepro
- Issopo
- Lavanda
- Levistico
- Maggiorana
- Melissa
- Menta
- Mentuccia o nepitella
- Mirto
- Origano
- Porcellana
- Porro
- Prezzemolo
- Rafano
- Rosmarino
- Salvia
- Santoreggia
- Scalogno
- Sedano
- Senape
- Tanacetum balsamita o erba di san Pietro o erba di santa Maria
- Timo

## Miscele di spezie
- Baharat
- Berberé
- Cajun
- Creola (miscela tradizionale di pepe bianco, pepe nero, pepe verde, pepe rosa e pimento)
- Curry
- Dukkah
- Garam masala
- Hua jiao yan
- Kebsa
- Málà
- Mitmita
- Panch Puran
- Pestèda
- Pisto napoletano
- Ras el hanout
- Salamoia bolognese
- Shichimi togarashi
- Tabel
- Taklia
- Tamaro
- Za'atar

## Condimenti derivati da spezie
- Mostarda
- Tabasco
- Tahina
- Salsa Worcester
- Senape
- Wasabi